# Cañón de 24 libras
El Cañón de 24 libras era una pieza de artillería naval de gran calibre montada en la mayoría de los barcos de guerra durante el periodo conocido como la Era de la navegación a vela. Los cañones de 24 libras fueron extensamente utilizados por las Armadas de España, Francia, Gran Bretaña, EE. UU., Holanda, Suecia y Polonia  
Los cañones de 24 fueron el armamento principal en los barcos más grandes durante el siglo XIX y también se usaron para las defensas costeras y como artillería de asedio.

## Uso
Como el calibre de 24 libras era compartido por las Armadas de Francia y Gran Bretaña, el cañón de  24 libras fue el arma más extendida entre las naciones durante los siglos XVII al XIX. La Armada francesa los usaba de dos maneras; como cañones principales en fragatas y navíos de 64 cañones y como artillería secundaria para los barcos más grandes de tres puentes o versiones largas de dos puentes. En los grandes navíos franceses la artillería principal era el cañón de 36 libras y en los británicos el cañón de 32 libras.
Bajo el reinado de Luis XV de Francia una fragata pesada típica podía transportar sólo cañones de 12 libras. En 1772 se construyeron dos navíos de la clase Pourvoyeuse para que pudieran llevar cañones de 24 libras, pero la prueba fracasó y los cañones resultaban demasiado pesados. Estos barcos se reconfiguraron para llevar cañones de 18 libras naciendo las fragatas de 18 libras y convirtiéndose en el estándar de buque de guerra de la mayoría de Armadas a finales del siglo XVIII. 

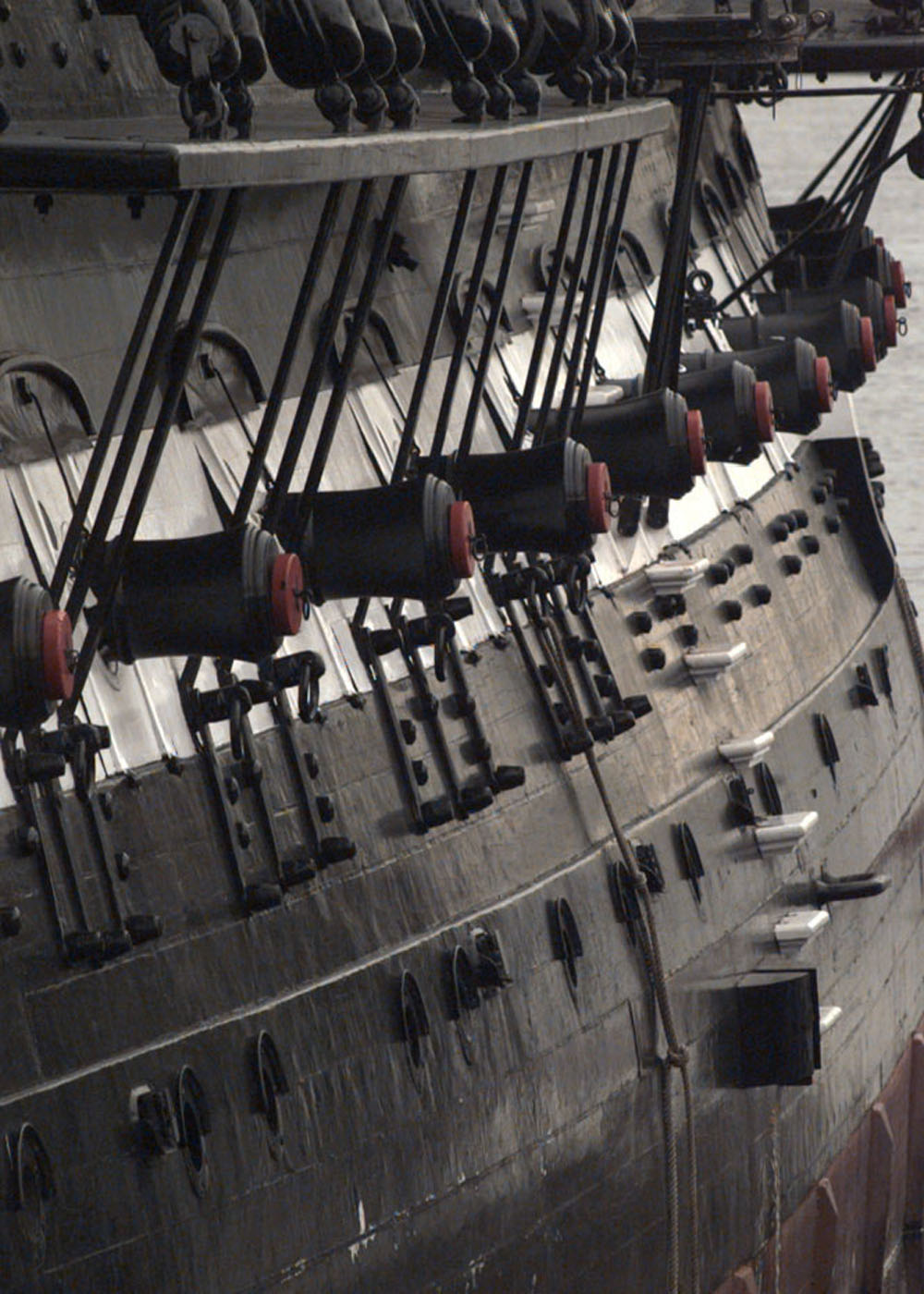
Navío USS Constitution con sus cañones de 24 libras.

El experimento se intentó de nuevo en 1785 con la fragata Pomone y su exitoso diseño abrió las puertas a la estandarización de las fragatas de 24 libras ejemplificadas en la clase clase Romaine. En total, se construyeron 14 de estas fragatas entre la Pomone de 1785 y la fragata Poursuivante de 1798 los cuales podía transportar entre 24 y 30 cañones de 24 libras. Después de la Restauración borbónica en Francia, las fragatas se construyeron usando un nuevo sistema artillero pudiendo llevar todas 30 piezas de 24 libras. 
En los navíos de dos puentes se usaron los cañones de 24 libras de diversas maneras. En los más pequeños de 64 cañones, los de 24 libras constituían la artillería principal con 26 piezas. El típico navío de línea de 74 cañones llevaba el de 36 libras como batería principal y el cañón de 18 libras como secundaria hasta la aparición de la variante grande de la clase Téméraire con dos barcos, el Vétéran y el Cassard, que incluyeron el 24 libras como artillería secundaria. Pero lo más significativo fueron los navíos de 80 cañones que hicieron de los cañones de 24 libras su artillería secundaria con 32 piezas, que junto a los grandes de 36 libras, le confirieron la suficiente potencia de fuego como para enfrentarse a un tres puentes de aquellos años.
En general y a partir del siglo XVIII, el cañón de 24 libras se convirtió en la pieza artillera más extendida y fueron usados por todas las Armadas de las principales potencias de entonces España, Francia, Gran Bretaña, EE. UU., Holanda y Suecia. Por ejemplo, la Royal Navy, llevaba en sus buques de 120 cañones 34 de 24 libras, en los de 84 cañones, 32 y en los de 50 cañones 22 piezas. 
Además era una pieza clave en las defensas costeras y el calibre artillero más grande usado en los asedios.

## Operativa

1.Bola de cañón y taco de estopa
2.Cartucho de pólvora
3.Oído.

Un cañón de 24 libras requería una dotación de 12 hombres: 
- 1 Jefe artillero
- 10 Artilleros
- 1 Chico de la pólvora.

El chico de la pólvora, del inglés powder-boy y también llamado powder-monkey (literalmente mono de la pólvora), era el encargado de traer de la santabárbara las cargas de pólvora que se fueran necesitando. Las cargas eran sacos hechos en tela o pergamino rellenos con 8 libras (3,62 kg) de pólvora.
Para cargar la pieza, el primer artillero de la izquierda introducía una carga de pólvora en el cañón y a continuación el primer artillero de la derecha la empujaba hasta el fondo usando un atacador. Luego, el primer artillero de la izquierda introducía la bola y un taco de tela o estopa que impedía que la bola se saliera a causa del balanceo del barco u otra razón. Otra vez, el primer artillero de la derecha empujaba todo con el atacador.
Una vez cargado, toda la dotación tiraba de los aparejos para arrimar el cañón al portalón. Entonces, el jefe artillero con un punzón y a través del oído del cañón (un fino agujero que llega a la recámara) pinchaba el cartucho de pólvora y rellenaba el hueco con la pólvora que llevaba en un cuerno. A continuación, con la ayuda del tercer y cuarto artillero de cada lado, apuntaba el cañón hacia el objetivo y cuando el jefe artillero lo tenía en posición, el último artillero de la izquierda arrimaba una mecha (botafuego) al oído o tiraba del acollador de la llave de cañón, que detonaba la pólvora del cartucho y provocaba la salida de la bala.
Una vez disparado, de nuevo toda la dotación jalaba de los aparejos para retirar el cañón y el primer artillero de la derecha introducía una esponja mojada hasta el fondo del cañón para limpiar y, sobre todo, para apagar cualquier posible rescoldo que hubiera podido quedar en el interior, ya que eso podría provocar la explosión del siguiente cartucho de pólvora que se introdujera.